# Ћилим (ТВ филм)
„Ћилим” је југословенски ТВ филм из 1980. године. Режирао га је Александар Јевђевић а сценарио је написао Неџад Ибрисимовић по делу Иве Андрића.

## Улоге
| Глумац                | Улога                  |
| --------------------- | ---------------------- |
| Миодраг Мики Крстовић | (као Миодраг Крстовић) |
| Нада Ђуревска         |                        |
| Драган Шаковић        |                        |
| Урош Крављача         |                        |
| Руди Алвађ            |                        |
| Нада Пани             |                        |
| Рејхан Демирџић       |                        |
| Сеад Бејтовић         |                        |
| Миодраг Брезо         |                        |
| Јасна Диклић          |                        |
| Александар Џуверовић  |                        |
| Ранко Гучевац         |                        |

Остале улоге  ▼
| Глумац              | Улога               |
| ------------------- | ------------------- |
| Даринка Гвозденовић |                     |
| Жана Јовановић      |                     |
| Ибгал Љуца          |                     |
| Александар Мичић    |                     |
| Боро Милићевић      |                     |
| Аднан Палангић      | (као Дино Палангиц) |
| Хранислав Рашић     |                     |
| Анђелко Шаренац     |                     |
| Зоран Симоновић     |                     |
| Мирза Тановић       |                     |